# Wael Ghonim
Wael Said Abbas Ghonim conocido como Wael Ghonim (El Cairo, 23 de diciembre de 1980) es un activista egipcio conocido por su participación en la revolución egipcia de 2011 que provocó la renuncia del presidente Hosni Mubarak.

## Actividad profesional
Wael Said Abbas Ghonim nació en El Cairo el 23 de diciembre de 1980. Su familia, de clase media, se trasladó a Dubái (Emiratos Árabes Unidos), donde permanecieron hasta que él cumplió los 13 años.
Desde los 18 años colaboró con Islamway.com, una empresa de apertura de páginas web en el mundo árabe. Cuatro años después, en 2002, fue contratado por el departamento de marketing del servidor de correo electrónico Gawab.com, uno de los más utilizados en Medio Oriente. Simultaneó ese trabajo con sus estudios de ingeniería informática en la Universidad de El Cairo, obteniendo el título universitario en 2004.
Al abandonar Gawab.com en 2005, fundó Mubasher.info, su propio portal de internet dedicado a información financiera de Medio Oriente. Durante esos años, también obtuvo un MBA en Marketing y Finanzas en la Universidad Americana de El Cairo. En 2008 comenzó a trabajar en Google, siendo nombrado director de Marketing para Medio Oriente y África del Norte dos años después.

## La figura de Khaled Mohamed Saïd
Durante la campaña electoral egipcia de 2010, Wael Ghonim se encargó de crear y actualizar el perfil de Facebook de Mohamed El Baradei, opositor al régimen de Hosni Mubarak y premio Nobel de la Paz en 2005. 
Sin embargo, el acontecimiento que le convirtió en un activista político de primera línea fue el asesinato, por parte de la policía de El Cairo, de Khaled Mohamed Saïd, un joven informático de 28 años. El 6 de junio de 2010, este opositor fue sacado de un cibercafé del barrio de Sidi Gaber y golpeado en plena calle hasta la muerte por los agente. Al parecer, subía a internet videos que demostraban la implicación de las fuerzas de seguridad en el contrabando de narcóticos.
Como respuesta a ese asesinato, Wael Ghonim creó la página de Facebook “Yo soy Khaled Saeed”, que más tarde, al ser eliminada, volvió a aparecer con el nombre “Todos somos Khaled Saeed” (“Kullum Khaled Saeed”). A su vez, para mantener el anonimato, adoptó el nombre de ElShaheed (el mártir).
El perfil tuvo una gran aceptación en Egipto, llegando aparentemente al medio millón de miembros a principios de 2011. Actualmente tiene solo 160,000 seguidores. Esta página se convirtió en la plataforma desde donde se organizó buena parte de la infraestructura de la Revolución Egipcia de 2011, que tuvo lugar entre el 25 de enero y el 11 de febrero.

## Wael Ghonim durante la Revolución Egipcia
Con la colaboración de otros movimientos cívicos, como Kifaya y el Movimiento Juvenil 6 de Abril, Wael Ghonim convocó una manifestación para el 25 de enero en la cairota Plaza de Tahrir. La jornada, bautizada como “El Día de la Ira”, fue un gran éxito para la oposición, convirtiéndose en la mayor protesta de la historia del régimen de Hosni Mubarak.
Wael Ghonim permaneció en Dubái hasta el día 23 de enero. Esa tarde tomó un avión con destino a El Cairo en el aeropuerto de Al Maktoum con el objetivo de participar en la concentración del día 25. Dos días después, el 27 de enero, era arrestado en plena calle por cuatro agentes de la Mujabarat, el servicio de inteligencia del régimen.
Permaneció once días incomunicado, al margen de los sucesos que estaban teniendo lugar en su país. Finalmente, el 7 de febrero, sólo cuatro días antes de que Mubarak abandonara el poder, fue liberado. En la Plaza de Tahrir, donde miles de jóvenes egipcios llevaban dos semanas luchando por sus libertades cívicas, fue recibido como un héroe, como el hombre que había encendido la chispa de la revolución.